# Seiland
Seiland (Samisch: Sievju) is een eiland in de provincie Finnmark in het uiterste noorden van Noorwegen. Het eiland ligt is verdeel over twegemeenten: het zuiden is deel van Alta, een kleine taartpunt in het oosten hoorde bij de gemeente Kvalsund tot deze op 1 januari 2020 werd opgeheven waardoor dit deel, evenals het noordem van het eiland, binnen de gemeente Hammerfest valt. Op het eiland, dat tot de tien grootste van Noorwegen hoort, wonen nog geen 200 mensen. 
Meer dan de helft van het eiland vormt sinds 2006 het nationaal park Seiland.

]